# Electronic Games
Electronic Games est un ancien magazine mensuel américain consacré aux jeux vidéo. Il est fondé en 1981 par Bill Kunkel, Joyce Worley et Arnie Katz et n’a aucun rapport avec le magazine Electronic Gaming Monthly. Il est le premier magazine consacré aux jeux vidéo publié aux États-Unis.

## Historique
Electronic Games trouve son origine dans la revue Video, dans laquelle Bill Kunkel et Frank Laney Jr. (pseudonyme d'Arnie Katz) tiennent la rubrique Arcade Alley, consacrée aux jeux vidéo. En novembre 1981, les deux journalistes y annoncent le lancement du premier « magazine exclusivement consacré au passe-temps en plein essor du jeu électronique ». 

## Version italienne
Electronic Games est également sorti dans une version italienne, publiée mensuellement par JCE à partir de janvier 1984. Initialement en grande partie traduit de son homologue américain, il s'est cependant rapidement différencié en traitant également des ordinateurs personnels en général. À partir du no 9, de septembre 1984, la revue devient EG Computer. Dans le no 11, de novembre, toute référence à Reese Publishing a définitivement disparu, et à partir du no 15, de mars 1985, la mention « Elettronica Giovane » (litt. « électronique jeune ») apparaît sur les couvertures, donnant vraisemblablement une nouvelle signification de l'acronyme « EG ».